# Addio alle armi

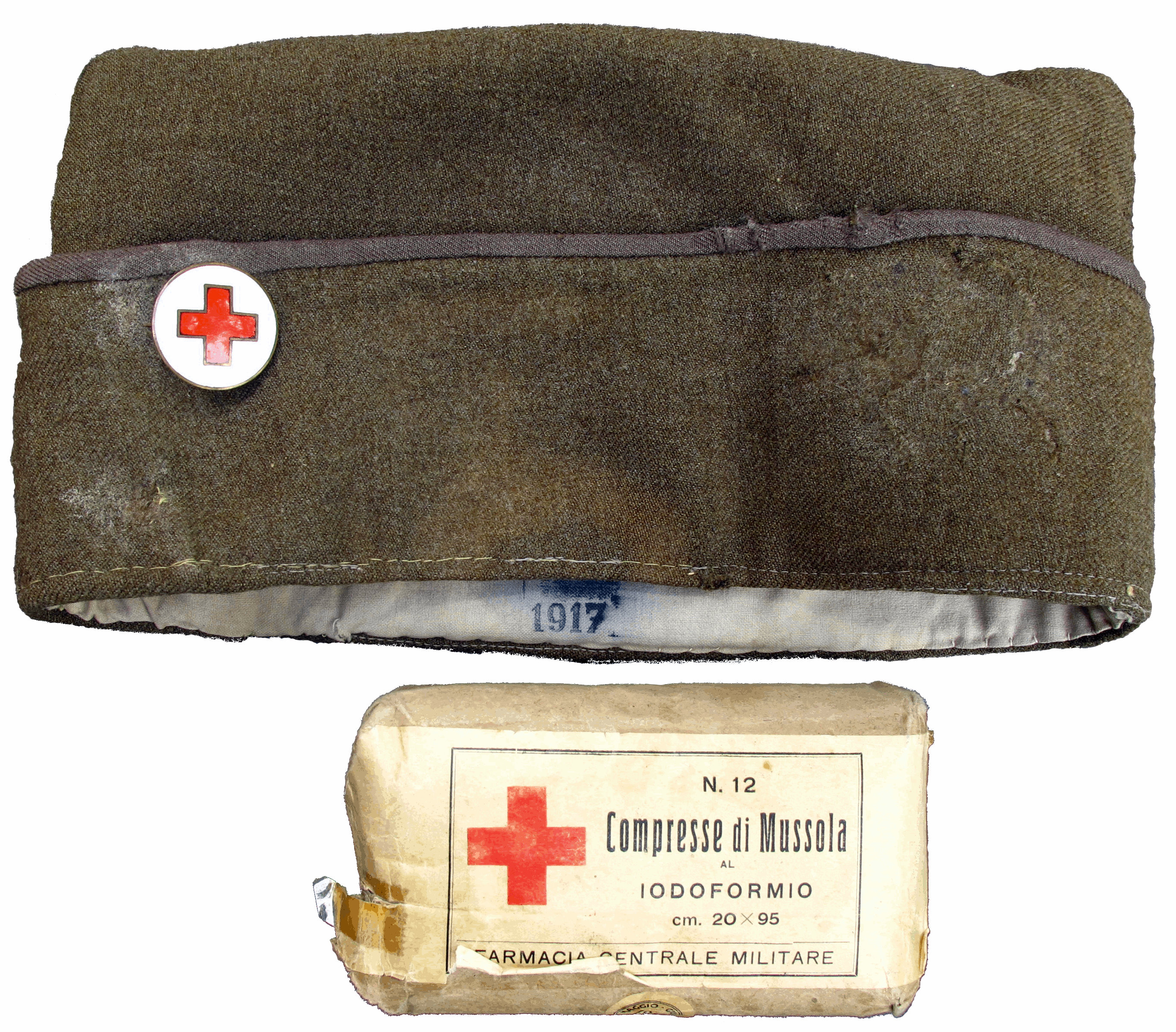
Berretto originale da paramedico posseduto da Hemingway.

Addio alle armi (A Farewell to Arms) è un romanzo dello scrittore statunitense Ernest Hemingway, pubblicato nel 1929.
Il romanzo è in parte basato su esperienze personali dello scrittore che negli ultimi mesi della grande guerra aveva prestato servizio come conducente di ambulanza nella Croce Rossa Americana, era stato ferito e aveva avuto un rapporto affettivo con una infermiera americana, Agnes von Kurowsky. Si ispira anche alla vicenda di Richard Cutts Fairfield, primo soldato americano morto nel suolo italiano durante il Primo Conflitto Mondiale. Nemmeno diciannovenne, Richard morì a Mestre dove è tuttora sepolto.
Addio alle armi racconta una storia di amore e di guerra che si svolge in Italia prima, durante e dopo la battaglia di Caporetto. Si tratta di uno dei romanzi più significativi, oltre che di successo, dell'intero Novecento.

## Trama
Frederic Henry è un giovane americano giunto in Italia come volontario per partecipare alla grande guerra. Durante il conflitto, con il grado di Sottotenente, svolge l'attività di comandante di una sezione di ambulanze, trasportando i feriti dal fronte fino all'ospedale da campo più vicino, dove scopre che la realtà della guerra è molto meno affascinante di ciò che pensava.
Nell'estate del 1917 Frederic viene ferito ed è ricoverato all'Ospedale Maggiore di Milano, dove approfondisce la conoscenza di Catherine Barkley, una giovane infermiera inglese già incontrata in un ospedale da campo. Fra i due nasce un rapporto che dapprima sembra occasionale, ma poi si fa rapidamente intenso e passionale.
Nel frattempo, l'americano inizia a cogliere i primi segni di stanchezza e di sfiducia fra i suoi commilitoni italiani: la guerra va avanti già da due anni, centinaia di migliaia di soldati sono morti e la vittoria è ancora lontana, nonostante la propaganda. Inoltre, in una conversazione con gli altri autisti del suo gruppo, Frederic scopre che non tutti gli italiani sono a favore della guerra.
Il 24 ottobre del 1917 il fronte italiano crolla a Caporetto.  Il gruppo di ambulanze nelle quali è Frederic, assieme ad altri autisti, viene travolto dalla massa di soldati in caotica ritirata, che li costringe ad abbandonare i mezzi. Affrontano diversi incidenti, fra cui l'incontro con soldati ammutinati e con soldati tedeschi in rapida avanzata fra le linee italiane, ormai sbandate. Al momento di attraversare in ritirata un ponte sul fiume Tagliamento, Frederic, come tutti gli ufficiali trovatisi non al comando delle rispettive unità, viene fermato dalla polizia militare dell'arma dei carabinieri, che ha l'ordine d'interrogare e di fucilare sul posto gli ufficiali sbandati e ritenuti disertori. Si salva rocambolescamente tuffandosi nel fiume, riuscendo poi, tra varie avventure, a raggiungere Catherine a Stresa. I due però sono costretti a lasciare l'Italia, poiché la polizia militare è sulle tracce di Frederic e sta per arrestarlo.
Dopo una fortunosa traversata notturna del Lago Maggiore, la coppia riesce a raggiungere la sponda svizzera del lago. La felicità è però di breve durata: Catherine, che era incinta, muore infatti in un ospedale di Losanna durante il parto e il figlio di Frederic nasce morto.
Nel mesto finale, il protagonista si ritrova a vagare amareggiato per la città, solo e senza più una meta.

## Critica
Addio alle armi è una storia di amore e di guerra tra Frederic Henry, un giovane americano ricco, e Catherine Barkley. Ernest Hemingway ha sempre sognato una storia d'amore come questa e la descriveva ispirandosi alle sue esperienze sul fronte di guerra nel 1918 in Italia. Come fa notare Fernanda Pivano, il titolo inglese A Farewell to Arms può nascondere un secondo significato se tradotto come Addio alle braccia, che possono essere nella fattispecie quelle della donna amata, sottintendendo quindi un addio alla guerra ma al tempo stesso anche all'amore. La tecnica adoperata, tipica dello scrittore, si limita a raccontare in modo tagliente ed accurato il susseguirsi di vicende che accadono al protagonista. Il lettore è immerso nello stato d'animo del protagonista attraversando le sue stesse esperienze, i dialoghi, le descrizioni di ambienti e paesaggi.
Il romanzo, come il precedente Fiesta (Il sole sorgerà ancora), esprime lo stato d'animo della Lost Generation, di cui Hemingway fa parte assieme a Francis Scott Fitzgerald e altri autori statunitensi (ma non solo, in quanto un loro corrispondente può ben essere lo scrittore francese Louis-Ferdinand Céline, nonostante le opposte idee politiche). La "generazione perduta" ha perso la fiducia nei valori tradizionali, come il patriottismo, la rispettabilità borghese, il lavoro e il moralismo vittoriano, ma non riesce a trovarne di nuovi; non a caso Frederic rifiuta la guerra, prodotto del nazionalismo ottocentesco, e l'etica dell'eroismo che la guerra sottintende, e cerca di costruire un nuovo rapporto, libero da tutti i condizionamenti, con una coetanea disinibita e disincantata; ma la morte di Catherine sta a significare l'incapacità di dar vita a qualcosa in un mondo inaridito e isterilito come quello europeo dopo la grande guerra. Un simile stato d'animo, più una serie di scelte stilistiche e simboliche, fanno rientrare a pieno diritto questo romanzo nel filone del modernismo.
Alcuni critici hanno notato come Addio alle armi sia stato profondamente influenzato, dal punto di vista dei contenuti più che dello stile, da un precedente romanzo statunitense, Il segno rosso del coraggio, dato alle stampe dal narratore naturalistico Stephen Crane. Altri hanno dedotto, a partire dalla data d'arrivo di Hemingway in Italia, che egli non poté partecipare alla battaglia di Caporetto, ma che ne ha ricostruito lo svolgimento basandosi su racconti di militari italiani e sul memoriale dello storico inglese George Macaulay Trevelyan. Egli infatti descrisse la sua esperienza come direttore della Prima Sezione Ambulanze della British Red Cross a Villa Trento di Dolegnano, a cui Hemingway si ispirò per ideare l'ospedale inglese in cui lavorava Catherine.  Secondo Fernanda Pivano sarebbe inoltre basato sulla esperienza personale vissuta nel 1922, quando assisté come giornalista alla rovinosa ritirata greca in Tracia.
Anche se liquidabile come uno scritto di "amore e guerra", il romanzo è in realtà un lavoro di altissima levatura tecnica e semantica, che vede come tema centrale quello della precarietà della vita, dell'amore e della morte. L'essenza del lavoro di Hemingway si condensa in un'immagine vivida dell'esistenza come qualcosa di estremamente materiale, ma non per questo priva di sentimenti nobili; un lasso di tempo destinato ad essere sconvolto dalla violenza e dalla morte, in cui i momenti di serenità e l'amore sono l'unica cosa che abbia senso e per cui valga la pena di lottare. L'uomo è impotente di fronte alla vita.

## Ricezione tardiva in Italia
La prima versione italiana apparve solo nel 1945, ben 16 anni dopo la sua pubblicazione, poiché il dittatore Benito Mussolini vietò la stampa del libro. Il regime fascista ritenne il romanzo lesivo dell'onore delle Forze Armate, essendovi descritta la disfatta dell'esercito italiano a Caporetto nell'autunno 1917 e la diserzione del protagonista. Più di un biografo ha avanzato l'ipotesi che alla base della censura fascista del romanzo vi sia stata anche la personale antipatia intercorsa fra lo scrittore e Mussolini. Hemingway lo aveva intervistato nel 1922 e, in un celebre articolo sul Toronto Star, aveva definito Mussolini «il più grande bluff della storia d'Europa». Anche se non vi furono reazioni ufficiali, è noto che Mussolini non gradì affatto l'articolo.
Fu Fernanda Pivano a comporre clandestinamente la prima traduzione italiana nel 1943, motivo per la quale fu arrestata dagli occupanti tedeschi a Torino. In seguito, venuto a conoscenza dell'episodio, Hemingway volle conoscere la scrittrice, che poi tradusse anche altri libri dell'americano.

## Adattamenti cinematografici
- 1932 - Addio alle armi (A Farewell to Arms) di Frank Borzage con Gary Cooper; ottenne 4 candidature al premio Oscar
- 1957 - Addio alle armi (A Farewell to Arms) remake del precedente girato in cinemascope da Charles Vidor con Rock Hudson

## Edizioni italiane
- Un addio alle armi, traduzione di Bruno Fonzi, Collana Le Najadi, Roma, Jandi Sapi, aprile 1945,  pp. 274.
- Addio alle armi, traduzione di Giansiro Ferrata, Dante Isella e Puccio Russo, 8 illustrazioni di Renato Guttuso, Collezione Il ponte, Milano, Arnoldo Mondadori Editore, giugno 1946. - Introduzione e cura di G. Ferrata (con Cronologia, antologia critica e bibliografia critica), Collana Oscar Narrativa n. 396, Mondadori, novembre 1970; Collana Biblioteca, Mondadori, aprile 1975; Collana I Grandi Bestsellers n.15, Mondadori-De Agostini, Milano-Novara, 1986.
- Addio alle armi, traduzione di Fernanda Pivano, Collezione La Medusa n. 234, Milano, Mondadori, 1949. - Collana Gli Oscar n. 1, Mondadori, aprile 1965; Introduzione di F. Pivano, Collana Oscar Scrittori del Novecento n. 396, Mondadori, 1987, 1995; a cura di Daniela Ciocca e Tina Ferri, Collana La Lettura, Milano, Mondadori Scuola, 1997; Collana I MITI Novecento, Mondadori, 2000; Prefazione di F. Pivano, Collana I Grandi Romanzi n. 5, Milano, RCS Quotidiani, 2002.
- Addio alle armi, traduzione di Fernanda Pivano, con le 47 versioni del finale e i titoli vagliati dall'Autore, Prefazione di Patrick Hemingway, Introduzione di Seán Hemingway, a cura di Paolo Simonetti, Collana Oscar Moderni, Milano, Mondadori, 2016, ISBN 978-88-04-66502-1.
- Addio alle armi, traduzione di David De Angelis, Streetlib, 2025, ISBN 979-12-239-0150-2.
- Addio alle armi, traduzione di Silvia Pareschi, Collana Oscar Moderni. Cult, Milano, Mondadori, 2025, ISBN 978-88-048-0132-0.